# Championnat d'Allemagne des rallyes

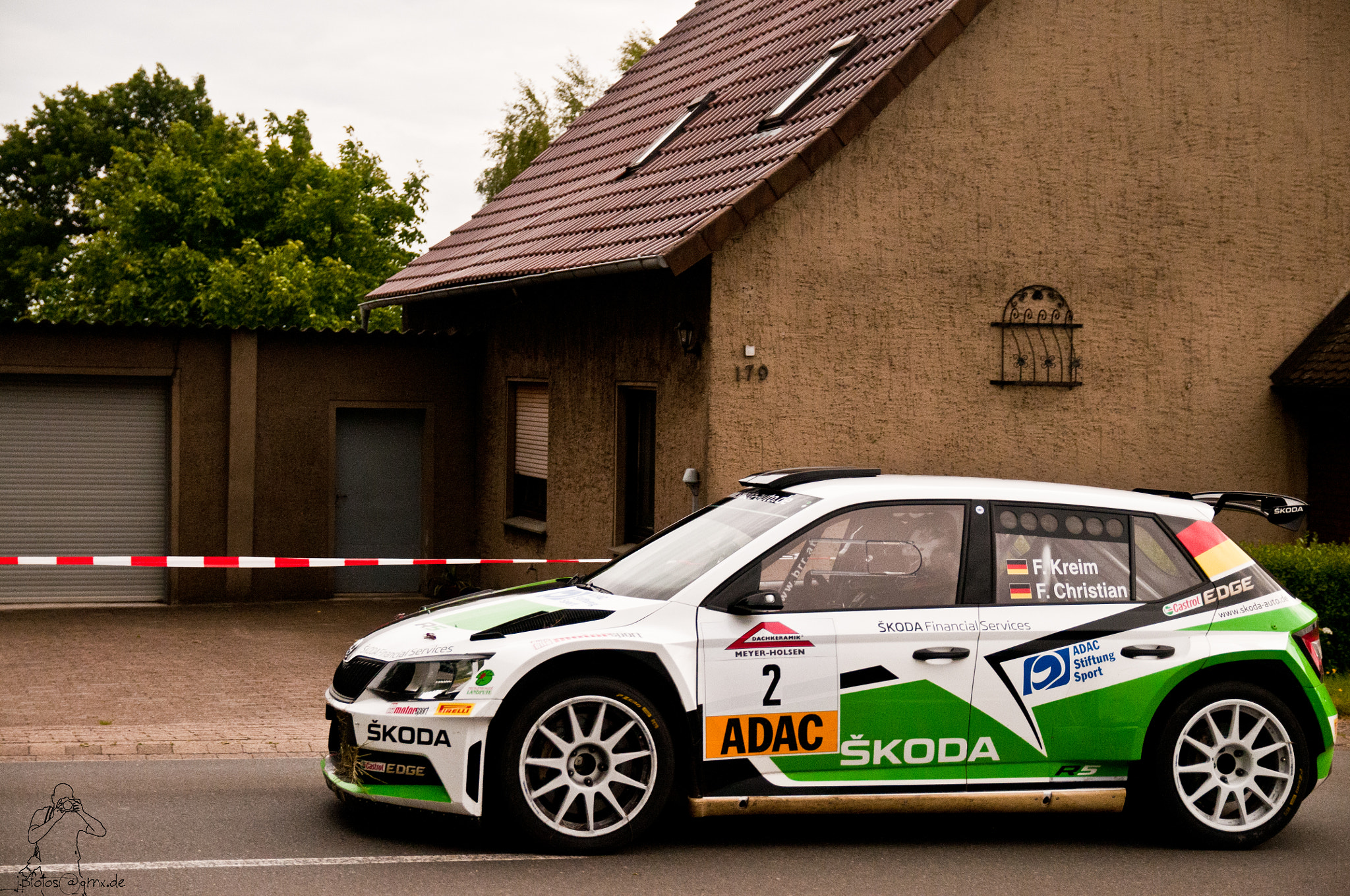
Fabian Kreim et Christian Frank en Skoda Fabia R5 au Rallye Stemweder Berg 2015.

Le Championnat d'Allemagne des rallyes (ou Deutsche Rallye-Meisterschaft, ou Rallye-DM, ou DRM) est régi annuellement par le Deutsche Motor Sport Bund e. V. (DMSB). Antérieurement à 1990, il prend en compte les résultats du Championnat d'Allemagne de l'Ouest uniquement.

## Palmarès
| Année | Champion            | Copilote                                          | Voiture                          |
| ----- | ------------------- | ------------------------------------------------- | -------------------------------- |
| 2015  | Ruben Zeltner       | Petra Zeltner                                     | Porsche 997 GT3                  |
| 2014  | Ruben Zeltner       | Petra Zeltner, Thomas Zeltner et Helmar Hinneberg | Porsche 997 GT3                  |
| 2013  | Georg Berlandy      | Peter Schaaf                                      | Peugeot 207 S2000                |
| 2012  | Mark Wallenwein     | Stefan Kopczyk                                    | Škoda Fabia S2000                |
| 2011  | Sandro Wallenwein   | Marcus Poschner                                   | Subaru Impreza N15               |
| 2010  | Matthias Kahle      | Peter Göbel                                       | Škoda Fabia S2000                |
| 2009  | Hermann Gaßner jr.  | Katharina Wüstenhagen                             | Mitsubishi Lancer Evo IX         |
| 2008  | Hermann Gaßner sr.  | Siegfried Schrankl                                | Mitsubishi Lancer Evo IX         |
| 2007  | Hermann Gaßner sr.  | Siegfried Schrankl                                | Mitsubishi Lancer Evolution IX   |
| 2006  | Hermann Gaßner sr.  | Siegfried Schrankl                                | Mitsubishi Lancer Evolution VIII |
| 2005  | Matthias Kahle      | Peter Göbel                                       | Škoda Fabia WRC                  |
| 2004  | Matthias Kahle      | Peter Göbel                                       | Škoda Octavia WRC                |
| 2003  | Hermann Gaßner sr.  | Siegfried Schrankl                                | Mitsubishi Lancer Evolution VII  |
| 2002  | Matthias Kahle      | Peter Göbel                                       | Škoda Octavia WRC                |
| 2001  | Matthias Kahle      | Dieter Schneppenheim                              | Seat Cordoba WRC (en)            |
| 2000  | Matthias Kahle      | Dieter Schneppenheim                              | Seat Cordoba WRC                 |
| 1999  | Armin Kremer        | Fred Berßen                                       | Subaru Impreza WRC               |
| 1998  | Armin Kremer        | Fred Berßen                                       | Subaru Impreza WRC               |
| 1997  | Matthias Kahle      | Dieter Schneppenheim                              | Toyota Celica GT-Four            |
| 1996  | Armin Kremer        | Sven Behling                                      | Mitsubishi Lancer Evo III        |
| 1995  | Hermann Gaßner sr.  | Siegfried Schrankl                                | Mitsubishi Lancer Evolution II   |
| 1994  | Dieter Depping      | Peter Thul                                        | Ford Escort RS Cosworth          |
| 1993  | Dieter Depping      | Peter Thul                                        | Ford Sierra RS Cosworth          |
| 1992  | Dieter Depping      | Klaus Wendel                                      | Ford Sierra RS Cosworth          |
| 1991  | Erwin Weber         | Manfred Hiemer                                    | VW Rallye Golf                   |
| 1990  | Ronald Holzer       | Klaus Wendel                                      | Lancia Delta HF Integrale        |
| 1989  | Josef Haider        | Ferdinand Hinterleitner                           | Opel Kadett GSi 16V              |
| 1988  | Armin Schwarz       | Klaus Wicha                                       | Audi 200 quattro                 |
| 1987  | Armin Schwarz       | Hans-Joachim Hösch                                | Audi Coupé quattro               |
| 1986  | Michèle Mouton      | Terry Harryman                                    | Peugeot 205 Turbo 16             |
| 1985  | Kalle Grundel       | Peter Diekmann                                    | Peugeot 205 Turbo 16             |
| 1984  | Harald Demuth       | Willy Lux                                         | Audi quattro                     |
| 1983  | Erwin Weber         | Gunter Wanger                                     | Opel Manta 400                   |
| 1982  | Harald Demuth       | Arwed Fischer                                     | Audi quattro                     |
| 1981  | Alfons Stock        | Paul Schmuck                                      | Volkswagen Golf GTI 16V          |
| 1980  | Achim Warmbold      | Wolfgang Inhester                                 | Toyota Celica 2000 GT            |
| 1979  | Reinhard Hainbach   | Klaus Fabisch                                     | Ford Escort RS1800               |
| 1978  | Reinhard Hainbach   | Peter Linzen                                      | Ford Escort RS1800               |
| 1977  | Ludwig Kühn         | Klaus Hopfe                                       | Porsche 911                      |
| 1976  | Heinz-Walter Schewe | Wolfgang Druba                                    | Porsche 911                      |
| 1975  | Reiner Altenheimer  | Hanno Menne                                       | Porsche 911                      |
| 1974  | Lars Carlsson       | Peter Petersen                                    | Opel Ascona A                    |
| 1973  | Gerd Behret         | Willi-Peter Pitz                                  | Porsche 911                      |
| 1972  | Reiner Zweibäumer   | Günter Schons...                                  | BMW 1602                         |
| 1971  | Achim Warmbold      | Hans-Christoph Mehmel                             | BMW 2002 ti                      |
| 1970  | Helmut Bein         | Hans-Christoph Mehmel                             | BMW 2002 ti                      |

### 1960 à 1969
| Année | Deutschen "Rallyemeister"                                                                        |
| ----- | ------------------------------------------------------------------------------------------------ |
| 1969  | Eckhard Meding Hans-P. Bichely                                                                   |
| 1968  | Gert Raschig Wulf Biebinger                                                                      |
| 1967  | Helmut Bein                                                                                      |
| 1966  | K.H. Panowitz (Production) Tilo Denker (Tourisme) K.H. Panowitz & Rainer Strunz (Grand Tourisme) |
| 1965  | Alfred Burkhardt "Heinrich Hubert"                                                               |
| 1964  | Wilfried Gass                                                                                    |
| 1963  | Alfred Kling                                                                                     |
| 1962  | Rolf Kreder & Rolf Knoll ex æquo                                                                 |
| 1961  | Hermann Kühne (Mercedes 220 SE)                                                                  |
| 1960  | Egon Evertz                                                                                      |
| 1959  | Hermann Kühne (Mercedes, pour partie 220 SE)                                                     |
| 1955  | Heinz Meier (DKW)*                                                                               |
| 1954  | Heinz Meier (DKW)                                                                                |

(nb: Heinz Meier a remporté sa classe en 1954 -1L.- à la VIIe Stella Alpina italienne. Hermann Kuhne a gagné le rallye Tour d'Europe en 1961 sur Volvo. Alfred Burkhardt l'a fait en 1963 sur Ford 17M TS. Wilfried Gass a remporté le rallye d'Autriche en 1963 (GT) et le rallye Semperit en 1970. en mars 1970 les pilotes refusèrent de prendre le départ du XXIe AvD/RWAC Rallye de Rhénanie-du-Nord-Westphalie (alors l'un des plus importants du championnat), à la suite d'anomalies de distinction de classes entre autres. En 2006 le championnat a été annulé.)